# Кріометр
Кріоме́тр — пристрій для вимірювання температури затвердіння чистого розчинника та розчину досліджуваної речовини. 
В іншому розумінні — термометр для вимірювання низьких температур.